# Ephesia helena
Ephesia helena är en fjärilsart som beskrevs av Eduard Friedrich Eversmann 1856. Ephesia helena ingår i släktet Ephesia och familjen nattflyn. Inga underarter finns listade i Catalogue of Life.